# أولريكه لينجله
أولريكه لينجله Ulrike Längle (ولدت في 4 فبراير 1953 في بريجينتس) هي أديبة وعالمة أدب نمساوية.

## حياتها
درست أولريكه لينجله بين عامي 1971 و1977 الجرمانستيك والرومانستيك وعلم الأدب المقارن في جامعتي إنسبروك وبواتييه. وحصلت في عام 1982 على دكتوراه الفلسفة عن رسالتها حول إرنست فايس. ثم عملت حتى عام 1984 مندوبة تعليمية في المعهد الجرمانستيكي في جامعة إنسبروك وكلاجنفورت. تدير منذ عام 1984 أرشيف فرانتس ميشائيل فيلدر في أدب مقاطعة فورأرلبرج القائم في بريجينتس. ألفت العديد من الروايات والقصص، والتي يتميز أسلوبها اللغوي بالوضوح والجزالة مع إضفاء لمسة من التراجيكوميديا التي تصطبغ بها الحياة اليومية والتفاصيل الصغيرة. كما أنها لها نشاط في الترجمة.

## من أعمالها
- إرنست فايس - أسطورة الأب ونقد العصر 1981
- تكهنات حول الحب في البيت الغريب 1998